# Niko Kranjčar
Niko Kranjčar (Zagabria, 13 agosto 1984) è un ex calciatore croato, di ruolo centrocampista.
Descritto come il nuovo Robert Prosinečki, ha debuttato in nazionale a 20 anni.

## Biografia
È stato sposato con Simona Fistrić, che il 7 marzo 2011 gli ha dato una figlia, Loree: pochi mesi dopo la nascita di Loree, divorziano. La coppia viveva a Cuffley, nell'Hertfordshire. Vivevano insieme a Portsmouth, città dove Kranjčar ha giocato in passato.
È figlio di Zlatko Kranjčar.

## Caratteristiche tecniche
Trequartista, poteva giocare come esterno su entrambe le fasce. Ambidestro, era veloce ed era solito giocare su tutto il centrocampo, spostandosi verso la trequarti, oltre ad avere un buon tiro dalla distanza.
Nel 2001 è stato inserito nella lista dei migliori calciatori stilata da Don Balón.

## Carriera

### Club

#### Dinamo Zagabria e Hajduk Spalato
Per gran parte delle giovanili, Kranjčar ha giocato nella Dinamo Zagabria, diventando a 17 anni il più giovane capitano della storia del club. È anche stato uno dei più giovani goleador della 1. HNL, segnando, sedicenne, già al suo debutto con la Dinamo, e contribuendo in maniera importante al double Campionato-Coppa dei Modri nel 2003, e alla Coppa di Croazia dell'anno successivo. Questa sua fondamentale impronta nel campionato della pluri-titolata squadra croata lo hanno eletto beniamino dei tifosi, che non hanno avuto remore nel paragonarlo al campione franco-algerino Zinédine Zidane. All'inizio del 2005, però, problemi d'incompatibilità con la dirigenza hanno portato ad un suo clamoroso trasferimento allo storico club rivale della Dinamo, l'Hajduk Spalato. Nonostante il suo attaccamento al club della capitale, nella sua prima stagione allo Spalato ha giocato professionalmente e proficuamente, consentendo al suo team la vittoria del campionato croato.
Dopo la Coppa del Mondo del 2006, nella quale si è messo in luce con la sua Croazia, molti club europei hanno cominciato a mostrare interesse per la giovane stella slava, primi fra tutti gli spagnoli del Celta Vigo e i francesi dello Stade Rennais. Nell'agosto 2006, proprio i francesi hanno proposto al club croato 4,5 milioni di euro per il centrocampista croato, ma l'offerta è stata rifiutata, essendo ritenuta inappropriata al valore del giocatore. Più tardi, nello stesso giorno, un'offerta del Portsmouth da 3,5 milioni di sterline (5,2 milioni di €) ha poi convinto l'Hajduk, ed il 31 agosto 2006, Kranjčar è salpato per la Premier.

#### Portsmouth
Un mese dopo il suo arrivo in Inghilterra, il 1º ottobre 2006, Kranjčar ha debuttato in Premier partendo titolare e giocando 90' nella sconfitta per 2-1 contro il Tottenham a White Hart Lane. Il primo gol in Premier arriva solo a marzo, quando ha portato in vantaggio il suo Portsmouth contro il Fulham, prima del pareggio dei Cottagers per l'1-1 finale. Nella sua prima stagione inglese, Kranjčar ha totalizzato 24 presenze e 2 gol.
È stato anche fondamentale per la vittoria da parte dei Pompeys della FA Cup nel 2008.
All'inizio della stagione 2008-09, si vociferava che il Monaco avesse offerto invano agli inglesi 12 milioni di sterline per Kranjčar, ma entrambe le parti hanno smentito la trattativa. Il 12 febbraio 2009, mentre il Portsmouth lottava per evitare la retrocessione in Championship, Kranjčar ha dichiarato di voler lasciar il Portsmouth per un club migliore. Precedentemente, oltre al Monaco, anche l'Arsenal era stato accostato al giovane croato, e anche l'allenatore dell'Everton David Moyes aveva espresso un certo interesse per il giocatore, vedendo in lui il rimpiazzo ideale per Mikel Arteta, infortunatosi per un lungo periodo. In agosto, poi, Kranjčar ha dichiarato:

#### Tottenham
Il 1º settembre 2009, Kranjčar raggiunge il Tottenham prima di quanto dichiarato un mese prima. Anziché giocare un'altra stagione a Portsmouth, infatti, per poi liberarsi a costo zero, i dirigenti dei Pompeys hanno preferito guadagnare qualcosa dalla sua cessione, vendendolo per 2,5 milioni di sterline agli Spurs. Il trasferimento fu definito poco prima della chiusura della finestra di mercato. Nelle concitate fasi finali, l'Everton aveva provato a strappare il giocatore ai londinesi, ma Kranjčar ha scelto il Tottenham affermando:
Kranjčar ha debuttato con la maglia del Tottenham entrando nella sconfitta per 3-1 contro il Manchester Utd. Il 26 settembre 2009, Kranjčar ha giocato la sua prima partita da titolare in Premier col Tottenham in un travolgente 5-0 casalingo al Burnley. Il suo primo gol con i Lilywhites arriva il 4 ottobre in una trasferta contro il Bolton. Il 22 novembre, nella goleada casalinga al Wigan (9-1 il risultato finale), ha segnato ancora, mentre il compagno Jermain Defoe ha segnato addirittura 5 gol. Il 16 dicembre Kranjčar ha segnato la sua prima doppietta nel 3-0 casalingo al Manchester City, e il 20 marzo 2010 ha segnato il gol decisivo del 2-1 al Britannia Stadium contro lo Stoke City.

#### Dinamo Kiev, prestito al QPR e New York Cosmos
Il 7 giugno 2012 passa alla Dinamo Kiev per 7 milioni di sterline, firmando un contratto quadriennale con il club ucraino.
Il 2 settembre 2013 si trasferisce in prestito al QPR, dove ritrova Harry Redknapp, già suo allenatore ai tempi del Tottenham e del Portsmouth. Il 20 settembre 2014 firma il gol del definitivo 2-2 contro lo Stoke City, andando a segno su calcio di punizione a 2' dalla fine.
Il 27 maggio 2015, dopo la retrocessione in Championship, il club londinese annuncia di non voler riscattare il giocatore croato, che fa così ritorno alla Dinamo Kiev.
Il 14 gennaio 2016, dopo aver collezionato una sola presenza in stagione col club ucraino, rescinde il contratto, lasciando dopo tre anni e mezzo e il 18 marzo seguente firma con i N.Y. Cosmos, squadra militante nella NASL.

#### Rangers
Il 23 giugno 2016 è acquistato dai Rangers, con cui si lega per due anni. Si svincola dalla squadra scozzese il 23 marzo 2018, dopo aver collezionato 26 presenze totali con tre reti segnate in quasi 2 anni.

### Nazionale
Kranjčar ha giocato in tutte le nazionali giovanili croate, prima di debuttare, il 18 agosto 2004, in nazionale maggiore in un'amichevole contro Israele. È stato membro costante della compagine croata impegnata nelle qualificazioni alla coppa del mondo 2006, con 9 presenze e 2 gol, compresa una brillante prestazione contro la Bulgaria. Niko è stato poi inserito dal sito eurosport.com tra le "Young guns firing for World Cup glory", novero i giovani da tenere d'occhio ai vicini mondiali; insieme al croato, nella lista figuravano anche talenti del calibro di Lionel Messi, Lukas Podolski e Sulley Muntari. Ha poi continuato a dimostrare la sua caratura nei 3 match della fase a gironi, con uno splendido effetto sul palcoscenico mondiale.
Dopo l'esonero del padre Zlatko da c.t. della Croazia, Niko ha continuato comunque con regolarità il proprio cammino in Nazionale, giocando tutte e 12 le partite di qualificazione per l'Europeo 2008, e segnando anche 2 gol. Il più importante dei 2 è stato quello nella partita conclusiva del girone qualificatorio, a Wembley, contro l'Inghilterra. La sua rete all'8' è stata la prima delle 5 totali del match, che, conclusosi 2-3 in favore degli slavi, cementando il loro già sicuro primo posto e escludendo clamorosamente i Lions dalla manifestazione europea. Ha poi segnato in un'amichevole contro la Scozia, segnando un gol in girata da fuori area il 26 marzo 2008; la partita si è poi conclusa 1-1, con il pareggio degli Highlanders da parte dell'allora neo-attaccante dei Rangers Kenny Miller.
A pochi giorni dalle convocazioni per il Mondiale di Brasile 2014, si rompe il tendine del ginocchio ed è così costretto a rinunciare a partecipare alla manifestazione iridata.

## Statistiche

### Presenze e reti nei club
Statistiche aggiornate al 30 dicembre 2017.
| Stagione               | Squadra                | Campionato             | Campionato | Campionato | Coppe nazionali | Coppe nazionali | Coppe nazionali | Coppe continentali | Coppe continentali | Coppe continentali | Altre coppe | Altre coppe | Altre coppe | Totale | Totale |
| Stagione               | Squadra                | Comp                   | Pres       | Reti       | Comp            | Pres            | Reti            | Comp               | Pres               | Reti               | Comp        | Pres        | Reti        | Pres   | Reti   |
| ---------------------- | ---------------------- | ---------------------- | ---------- | ---------- | --------------- | --------------- | --------------- | ------------------ | ------------------ | ------------------ | ----------- | ----------- | ----------- | ------ | ------ |
| 2000-2001              | Dinamo Zagabria        | 1. HNL                 | 0          | 0          | CC              | 0               | 0               | UCL+CU             | 0                  | 0                  | -           | -           | -           | 2      | 0      |
| 2001-2002              | Dinamo Zagabria        | 1. HNL                 | 24         | 3          | CC              | 6               | 0               | CU                 | 2                  | 0                  | -           | -           | -           | 32     | 3      |
| 2002-2003              | Dinamo Zagabria        | 1. HNL                 | 21         | 4          | CC              | 1               | 0               | CU                 | 2                  | 0                  | SC          | 0           | 0           | 24     | 4      |
| 2003-2004              | Dinamo Zagabria        | 1. HNL                 | 24         | 10         | CC              | 6               | 0               | UCL+CU             | 4+3                | 2+0                | SC          | 1           | 0           | 38     | 12     |
| 2004-gen. 2005         | Dinamo Zagabria        | 1. HNL                 | 16         | 2          | CC              | 1               | 0               | CU                 | 5                  | 2                  | SC          | 1           | 0           | 23     | 4      |
| Totale Dinamo Zagabria | Totale Dinamo Zagabria | Totale Dinamo Zagabria | 85         | 19         |                 | 16              | 0               |                    | 16                 | 4                  |             | 2           | 0           | 119    | 23     |
| gen.-giu. 2005         | Hajduk Spalato         | 1. HNL                 | 13         | 2          | CC              | 4               | 0               | UCL                | -                  | -                  | SC          | -           | -           | 17     | 2      |
| 2005-2006              | Hajduk Spalato         | 1. HNL                 | 32         | 10         | CC              | 6               | 3               | UCL                | 2                  | 0                  | SC          | 1           | 1           | 41     | 14     |
| ago. 2006              | Hajduk Spalato         | 1. HNL                 | 5          | 3          | CC              | 0               | 0               | -                  | -                  | -                  | -           | -           | -           | 5      | 3      |
| Totale Hajduk Spalato  | Totale Hajduk Spalato  | Totale Hajduk Spalato  | 50         | 15         |                 | 10              | 3               |                    | 2                  | 0                  |             | 1           | 1           | 63     | 19     |
| ago. 2006-2007         | Portsmouth             | PL                     | 24         | 2          | FACup+CdL       | 2+2             | 0               | -                  | -                  | -                  | -           | -           | -           | 28     | 2      |
| 2007-2008              | Portsmouth             | PL                     | 34         | 4          | FACup+CdL       | 6+2             | 1+0             | -                  | -                  | -                  | -           | -           | -           | 42     | 5      |
| 2008-2009              | Portsmouth             | PL                     | 21         | 3          | FACup+CdL       | 2+0             | 1               | CU                 | 1                  | 0                  | CS          | 1           | 0           | 25     | 4      |
| ago. 2009              | Portsmouth             | PL                     | 4          | 0          | FACup+CdL       | 0+1             | 1               | -                  | -                  | -                  | -           | -           | -           | 5      | 1      |
| Totale Portsmouth      | Totale Portsmouth      | Totale Portsmouth      | 83         | 9          |                 | 15              | 3               |                    | 1                  | 0                  |             | 1           | 0           | 100    | 12     |
| ago. 2009-2010         | Tottenham              | PL                     | 24         | 6          | FACup+CdL       | 8+0             | 2               | -                  | -                  | -                  | -           | -           | -           | 32     | 8      |
| 2010-2011              | Tottenham              | PL                     | 13         | 2          | FACup+CdL       | 1+1             | 0               | UCL                | 6                  | 0                  | -           | -           | -           | 21     | 2      |
| 2011-2012              | Tottenham              | PL                     | 12         | 1          | FACup+CdL       | 3+0             | 0               | UEL                | 3                  | 0                  | -           | -           | -           | 18     | 1      |
| Totale Tottenham       | Totale Tottenham       | Totale Tottenham       | 49         | 9          |                 | 13              | 2               |                    | 9                  | 0                  |             | -           | -           | 71     | 11     |
| 2012-2013              | Dinamo Kiev            | PL                     | 13         | 4          | KU              | 0               | 0               | UCL+UEL            | 6+2                | 0                  | -           | -           | -           | 21     | 4      |
| 2013-2014              | QPR                    | FLC                    | 29+3       | 2          | FACup+CdL       | 1+0             | 0               | -                  | -                  | -                  | -           | -           | -           | 33     | 2      |
| 2014-2015              | QPR                    | PL                     | 22         | 2          | FACup+CdL       | 0               | 0               | -                  | -                  | -                  | -           | -           | -           | 22     | 2      |
| Totale QPR             | Totale QPR             | Totale QPR             | 51+3       | 4          |                 | 1               | 0               |                    | -                  | -                  |             | -           | -           | 55     | 4      |
| 2015-2016              | Dinamo Kiev            | PL                     | 0          | 0          | KU              | 1               | 0               | UCL                | 0                  | 0                  | -           | -           | -           | 1      | 0      |
| Totale Dinamo Kiev     | Totale Dinamo Kiev     | Totale Dinamo Kiev     | 13         | 4          |                 | 1               | 0               |                    | 8                  | 0                  |             | -           | -           | 22     | 4      |
| 2016                   | New York Cosmos        | NASL                   | 7          | 1          | USOC            | 0               | 0               | -                  | -                  | -                  | -           | -           | -           | 7      | 1      |
| 2016-2017              | Rangers                | SP                     | 9          | 1          | SC+CdL          | 0+6             | 2               | -                  | -                  | -                  | -           | -           | -           | 15     | 3      |
| 2017-2018              | Rangers                | SP                     | 7          | 0          | SC+CdL          | 0+1             | 0               | UEL                | 2                  | 0                  | -           | -           | -           | 10     | 0      |
| Totale Rangers         | Totale Rangers         | Totale Rangers         | 16         | 1          |                 | 7               | 2               |                    | 2                  | 0                  |             | -           | -           | 25     | 3      |
| Totale carriera        | Totale carriera        | Totale carriera        | 357        | 62         |                 | 63              | 10              |                    | 38                 | 4                  |             | 4           | 1           | 462    | 77     |

### Cronologia presenze e reti in nazionale
| Cronologia completa delle presenze e delle reti in nazionale ― Croazia | Cronologia completa delle presenze e delle reti in nazionale ― Croazia | Cronologia completa delle presenze e delle reti in nazionale ― Croazia | Cronologia completa delle presenze e delle reti in nazionale ― Croazia | Cronologia completa delle presenze e delle reti in nazionale ― Croazia | Cronologia completa delle presenze e delle reti in nazionale ― Croazia | Cronologia completa delle presenze e delle reti in nazionale ― Croazia | Cronologia completa delle presenze e delle reti in nazionale ― Croazia |
| Data                                                                   | Città                                                                  | In casa                                                                | Risultato                                                              | Ospiti                                                                 | Competizione                                                           | Reti                                                                   | Note                                                                   |
| ---------------------------------------------------------------------- | ---------------------------------------------------------------------- | ---------------------------------------------------------------------- | ---------------------------------------------------------------------- | ---------------------------------------------------------------------- | ---------------------------------------------------------------------- | ---------------------------------------------------------------------- | ---------------------------------------------------------------------- |
| 18-8-2004                                                              | Varaždin                                                               | Croazia                                                                | 1 – 0                                                                  | Israele                                                                | Amichevole                                                             | -                                                                      | 57’                                                                    |
| 4-9-2004                                                               | Reykjavík                                                              | Croazia                                                                | 3 – 0                                                                  | Ungheria                                                               | Qual. Mondiali 2006                                                    | -                                                                      | 15’ 78’                                                                |
| 8-9-2004                                                               | Göteborg                                                               | Svezia                                                                 | 0 – 1                                                                  | Croazia                                                                | Qual. Mondiali 2006                                                    | -                                                                      | 63’                                                                    |
| 9-10-2004                                                              | Zagabria                                                               | Croazia                                                                | 2 – 2                                                                  | Bulgaria                                                               | Qual. Mondiali 2006                                                    | -                                                                      | 69’                                                                    |
| 16-11-2004                                                             | Dublino                                                                | Irlanda                                                                | 1 – 0                                                                  | Croazia                                                                | Amichevole                                                             | -                                                                      |                                                                        |
| 9-2-2005                                                               | Gerusalemme                                                            | Israele                                                                | 3 – 3                                                                  | Croazia                                                                | Amichevole                                                             | -                                                                      | 70’                                                                    |
| 26-3-2005                                                              | Zagabria                                                               | Croazia                                                                | 4 – 0                                                                  | Islanda                                                                | Qual. Mondiali 2006                                                    | -                                                                      |                                                                        |
| 30-3-2005                                                              | Zagabria                                                               | Croazia                                                                | 3 – 0                                                                  | Malta                                                                  | Qual. Mondiali 2006                                                    | -                                                                      |                                                                        |
| 4-6-2005                                                               | Sofia                                                                  | Bulgaria                                                               | 1 – 3                                                                  | Croazia                                                                | Qual. Mondiali 2006                                                    | 1                                                                      | 82’                                                                    |
| 17-8-2005                                                              | Spalato                                                                | Croazia                                                                | 1 – 1                                                                  | Brasile                                                                | Amichevole                                                             | 1                                                                      | 83’                                                                    |
| 3-9-2005                                                               | Reykjavík                                                              | Islanda                                                                | 1 – 3                                                                  | Croazia                                                                | Qual. Mondiali 2006                                                    | -                                                                      |                                                                        |
| 7-9-2005                                                               | Ta' Qali                                                               | Malta                                                                  | 1 – 1                                                                  | Croazia                                                                | Qual. Mondiali 2006                                                    | 1                                                                      |                                                                        |
| 8-10-2005                                                              | Zagabria                                                               | Croazia                                                                | 1 – 0                                                                  | Svezia                                                                 | Qual. Mondiali 2006                                                    | -                                                                      | 39’                                                                    |
| 12-11-2005                                                             | Coimbra                                                                | Portogallo                                                             | 2 – 0                                                                  | Croazia                                                                | Amichevole                                                             | -                                                                      |                                                                        |
| 29-1-2006                                                              | Hong Kong                                                              | Corea del Sud                                                          | 2 – 0                                                                  | Croazia                                                                | Lunar New Year Cup                                                     | -                                                                      |                                                                        |
| 1-2-2006                                                               | Hong Kong                                                              | Hong Kong                                                              | 0 – 4                                                                  | Croazia                                                                | Lunar New Year Cup                                                     | -                                                                      |                                                                        |
| 1-3-2006                                                               | Basilea                                                                | Croazia                                                                | 3 – 2                                                                  | Argentina                                                              | Amichevole                                                             | -                                                                      | 89’                                                                    |
| 23-5-2006                                                              | Vienna                                                                 | Austria                                                                | 1 – 4                                                                  | Croazia                                                                | Amichevole                                                             | -                                                                      |                                                                        |
| 28-5-2006                                                              | Osijek                                                                 | Croazia                                                                | 2 – 2                                                                  | Iran                                                                   | Amichevole                                                             | -                                                                      |                                                                        |
| 3-6-2006                                                               | Wolfsburg                                                              | Croazia                                                                | 0 – 1                                                                  | Polonia                                                                | Amichevole                                                             | -                                                                      | 46’                                                                    |
| 7-6-2006                                                               | Lancy                                                                  | Croazia                                                                | 1 – 2                                                                  | Spagna                                                                 | Amichevole                                                             | -                                                                      | 70’                                                                    |
| 13-6-2006                                                              | Berlino                                                                | Brasile                                                                | 1 – 0                                                                  | Croazia                                                                | Mondiali 2006 - 1º turno                                               | -                                                                      |                                                                        |
| 18-6-2006                                                              | Norimberga                                                             | Giappone                                                               | 0 – 0                                                                  | Croazia                                                                | Mondiali 2006 - 1º turno                                               | -                                                                      | 77’                                                                    |
| 22-6-2006                                                              | Stoccarda                                                              | Croazia                                                                | 2 – 2                                                                  | Australia                                                              | Mondiali 2006 - 1º turno                                               | -                                                                      | 65’                                                                    |
| 16-8-2006                                                              | Livorno                                                                | Italia                                                                 | 0 – 2                                                                  | Croazia                                                                | Amichevole                                                             | -                                                                      | 46’                                                                    |
| 6-9-2006                                                               | Mosca                                                                  | Russia                                                                 | 0 – 0                                                                  | Croazia                                                                | Qual. Euro 2008                                                        | -                                                                      |                                                                        |
| 7-10-2006                                                              | Zagabria                                                               | Croazia                                                                | 7 – 0                                                                  | Andorra                                                                | Qual. Euro 2008                                                        | -                                                                      |                                                                        |
| 11-10-2006                                                             | Zagabria                                                               | Croazia                                                                | 2 – 0                                                                  | Inghilterra                                                            | Qual. Euro 2008                                                        | -                                                                      | 89’                                                                    |
| 15-11-2006                                                             | Tel-Aviv                                                               | Israele                                                                | 3 – 4                                                                  | Croazia                                                                | Qual. Euro 2008                                                        | -                                                                      | 70’                                                                    |
| 7-2-2007                                                               | Fiume                                                                  | Croazia                                                                | 2 – 1                                                                  | Norvegia                                                               | Amichevole                                                             | -                                                                      |                                                                        |
| 24-3-2007                                                              | Zagabria                                                               | Croazia                                                                | 2 – 1                                                                  | Macedonia                                                              | Qual. Euro 2008                                                        | -                                                                      |                                                                        |
| 2-6-2007                                                               | Tallinn                                                                | Estonia                                                                | 0 – 1                                                                  | Croazia                                                                | Qual. Euro 2008                                                        | -                                                                      | 74’                                                                    |
| 6-6-2007                                                               | Zagabria                                                               | Croazia                                                                | 0 – 0                                                                  | Russia                                                                 | Qual. Euro 2008                                                        | -                                                                      | 66’                                                                    |
| 8-9-2007                                                               | Zagabria                                                               | Croazia                                                                | 2 – 0                                                                  | Estonia                                                                | Qual. Euro 2008                                                        | -                                                                      | 62’                                                                    |
| 12-9-2007                                                              | Andorra la Vella                                                       | Andorra                                                                | 0 – 6                                                                  | Croazia                                                                | Qual. Euro 2008                                                        | 1                                                                      |                                                                        |
| 13-10-2007                                                             | Zagabria                                                               | Croazia                                                                | 1 – 0                                                                  | Israele                                                                | Qual. Euro 2008                                                        | -                                                                      | 46’                                                                    |
| 17-11-2007                                                             | Nikšić                                                                 | Macedonia                                                              | 2 – 0                                                                  | Croazia                                                                | Qual. Euro 2008                                                        | -                                                                      | 75’                                                                    |
| 21-11-2007                                                             | Londra                                                                 | Inghilterra                                                            | 2 – 3                                                                  | Croazia                                                                | Qual. Euro 2008                                                        | 1                                                                      | 75’                                                                    |
| 6-2-2008                                                               | Spalato                                                                | Croazia                                                                | 0 – 3                                                                  | Paesi Bassi                                                            | Amichevole                                                             | -                                                                      | 46’                                                                    |
| 26-3-2008                                                              | Glasgow                                                                | Scozia                                                                 | 1 – 1                                                                  | Croazia                                                                | Amichevole                                                             | 1                                                                      |                                                                        |
| 31-5-2008                                                              | Budapest                                                               | Ungheria                                                               | 1 – 1                                                                  | Croazia                                                                | Amichevole                                                             | -                                                                      | 78’                                                                    |
| 8-6-2008                                                               | Vienna                                                                 | Austria                                                                | 0 – 1                                                                  | Croazia                                                                | Euro 2008 - 1ºturno                                                    | -                                                                      | 61’                                                                    |
| 12-6-2008                                                              | Klagenfurt am Wörthersee                                               | Croazia                                                                | 2 – 1                                                                  | Germania                                                               | Euro 2008 - 1ºturno                                                    | -                                                                      | 85’                                                                    |
| 16-6-2008                                                              | Klagenfurt am Wörthersee                                               | Polonia                                                                | 0 – 1                                                                  | Croazia                                                                | Euro 2008 - 1º turno                                                   | -                                                                      | 75’                                                                    |
| 20-6-2008                                                              | Vienna                                                                 | Croazia                                                                | 1 – 1 dts (1 - 3 dtr)                                                  | Turchia                                                                | Euro 2008 - Quarti di finale                                           | -                                                                      | 64’                                                                    |
| 20-8-2008                                                              | Maribor                                                                | Slovenia                                                               | 2 – 3                                                                  | Croazia                                                                | Amichevole                                                             | -                                                                      | 19’                                                                    |
| 11-2-2009                                                              | Bucarest                                                               | Romania                                                                | 1 – 2                                                                  | Croazia                                                                | Amichevole                                                             | 1                                                                      | 46’                                                                    |
| 1-4-2009                                                               | Andorra la Vella                                                       | Andorra                                                                | 0 – 2                                                                  | Croazia                                                                | Qual. Mondiali 2010                                                    | -                                                                      |                                                                        |
| 12-8-2009                                                              | Minsk                                                                  | Bielorussia                                                            | 1 – 3                                                                  | Croazia                                                                | Qual. Mondiali 2010                                                    | -                                                                      | 66’                                                                    |
| 5-9-2009                                                               | Zagabria                                                               | Croazia                                                                | 1 – 0                                                                  | Bielorussia                                                            | Qual. Mondiali 2010                                                    | -                                                                      |                                                                        |
| 9-9-2009                                                               | Londra                                                                 | Inghilterra                                                            | 5 – 1                                                                  | Croazia                                                                | Qual. Mondiali 2010                                                    | -                                                                      |                                                                        |
| 8-10-2009                                                              | Fiume                                                                  | Croazia                                                                | 3 – 2                                                                  | Qatar                                                                  | Amichevole                                                             | -                                                                      |                                                                        |
| 14-10-2009                                                             | Astana                                                                 | Kazakistan                                                             | 1 – 2                                                                  | Croazia                                                                | Qual. Mondiali 2010                                                    | 1                                                                      | 44’                                                                    |
| 14-11-2009                                                             | Vinkovci                                                               | Croazia                                                                | 5 – 0                                                                  | Liechtenstein                                                          | Amichevole                                                             | -                                                                      | 78’                                                                    |
| 3-3-2010                                                               | Bruxelles                                                              | Belgio                                                                 | 0 – 1                                                                  | Croazia                                                                | Amichevole                                                             | 1                                                                      |                                                                        |
| 11-8-2010                                                              | Bratislava                                                             | Slovacchia                                                             | 1 – 1                                                                  | Croazia                                                                | Amichevole                                                             | -                                                                      | 46’                                                                    |
| 3-9-2010                                                               | Riga                                                                   | Lettonia                                                               | 0 – 3                                                                  | Croazia                                                                | Qual. Euro 2012                                                        | -                                                                      |                                                                        |
| 7-9-2010                                                               | Zagabria                                                               | Croazia                                                                | 0 – 0                                                                  | Grecia                                                                 | Qual. Euro 2012                                                        | -                                                                      |                                                                        |
| 9-10-2010                                                              | Tel-Aviv                                                               | Israele                                                                | 1 – 2                                                                  | Croazia                                                                | Qual. Euro 2012                                                        | 2                                                                      | 59’                                                                    |
| 12-10-2010                                                             | Zagabria                                                               | Croazia                                                                | 2 – 1                                                                  | Norvegia                                                               | Amichevole                                                             | 1                                                                      |                                                                        |
| 17-11-2010                                                             | Zagabria                                                               | Croazia                                                                | 3 – 0                                                                  | Malta                                                                  | Qual. Euro 2012                                                        | 2                                                                      |                                                                        |
| 9-2-2011                                                               | Pola                                                                   | Croazia                                                                | 4 – 2                                                                  | Rep. Ceca                                                              | Amichevole                                                             | -                                                                      |                                                                        |
| 26-3-2011                                                              | Tbilisi                                                                | Georgia                                                                | 1 – 0                                                                  | Croazia                                                                | Qual. Euro 2012                                                        | -                                                                      | 66’ 70’                                                                |
| 29-3-2011                                                              | Saint-Denis                                                            | Francia                                                                | 0 – 0                                                                  | Croazia                                                                | Amichevole                                                             | -                                                                      |                                                                        |
| 10-8-2011                                                              | Dublino                                                                | Irlanda                                                                | 0 – 0                                                                  | Croazia                                                                | Amichevole                                                             | -                                                                      | 65’                                                                    |
| 6-9-2011                                                               | Zagabria                                                               | Croazia                                                                | 3 – 1                                                                  | Israele                                                                | Qual. Euro 2012                                                        | -                                                                      |                                                                        |
| 7-10-2011                                                              | Atene                                                                  | Grecia                                                                 | 2 – 0                                                                  | Croazia                                                                | Qual. Euro 2012                                                        | -                                                                      |                                                                        |
| 11-10-2011                                                             | Fiume                                                                  | Croazia                                                                | 2 – 0                                                                  | Lettonia                                                               | Qual. Euro 2012                                                        | -                                                                      |                                                                        |
| 29-2-2012                                                              | Zagabria                                                               | Croazia                                                                | 1 – 3                                                                  | Svezia                                                                 | Amichevole                                                             | -                                                                      | 46’                                                                    |
| 25-5-2012                                                              | Pola                                                                   | Croazia                                                                | 3 – 1                                                                  | Estonia                                                                | Amichevole                                                             | -                                                                      | 46’                                                                    |
| 2-6-2012                                                               | Oslo                                                                   | Norvegia                                                               | 1 – 1                                                                  | Croazia                                                                | Amichevole                                                             | -                                                                      | 63’                                                                    |
| 10-6-2012                                                              | Poznań                                                                 | Irlanda                                                                | 1 – 3                                                                  | Croazia                                                                | Euro 2012                                                              | -                                                                      | 72’ 84’                                                                |
| 14-6-2012                                                              | Poznań                                                                 | Italia                                                                 | 1 – 1                                                                  | Croazia                                                                | Euro 2012                                                              | -                                                                      | 90+4’                                                                  |
| 15-8-2012                                                              | Spalato                                                                | Croazia                                                                | 2 – 4                                                                  | Svizzera                                                               | Amichevole                                                             | -                                                                      | 46’                                                                    |
| 7-9-2012                                                               | Zagabria                                                               | Croazia                                                                | 1 – 0                                                                  | Macedonia                                                              | Qual. Mondiali 2014                                                    | -                                                                      | 46’                                                                    |
| 16-10-2012                                                             | Osijek                                                                 | Croazia                                                                | 2 – 0                                                                  | Galles                                                                 | Qual. Mondiali 2014                                                    | -                                                                      | 69’                                                                    |
| 6-2-2013                                                               | Londra                                                                 | Croazia                                                                | 4 – 0                                                                  | Corea del Sud                                                          | Amichevole                                                             | -                                                                      | 58’                                                                    |
| 22-3-2013                                                              | Zagabria                                                               | Croazia                                                                | 2 – 0                                                                  | Serbia                                                                 | Qual. Mondiali 2014                                                    | -                                                                      | 63’                                                                    |
| 7-6-2013                                                               | Zagabria                                                               | Croazia                                                                | 0 – 1                                                                  | Scozia                                                                 | Qual. Mondiali 2014                                                    | -                                                                      | 88’                                                                    |
| 11-10-2013                                                             | Zagabria                                                               | Croazia                                                                | 1 – 2                                                                  | Belgio                                                                 | Qual. Mondiali 2014                                                    | 1                                                                      | 76’                                                                    |
| 15-10-2013                                                             | Edimburgo                                                              | Scozia                                                                 | 2 – 0                                                                  | Croazia                                                                | Qual. Mondiali 2014                                                    | -                                                                      | 68’                                                                    |
| Totale                                                                 |                                                                        | Presenze                                                               | 81                                                                     |                                                                        | Reti (9º posto)                                                        | 16                                                                     |                                                                        |

| Cronologia completa delle presenze e delle reti in nazionale ― Croazia under 21 | Cronologia completa delle presenze e delle reti in nazionale ― Croazia under 21 | Cronologia completa delle presenze e delle reti in nazionale ― Croazia under 21 | Cronologia completa delle presenze e delle reti in nazionale ― Croazia under 21 | Cronologia completa delle presenze e delle reti in nazionale ― Croazia under 21 | Cronologia completa delle presenze e delle reti in nazionale ― Croazia under 21 | Cronologia completa delle presenze e delle reti in nazionale ― Croazia under 21 | Cronologia completa delle presenze e delle reti in nazionale ― Croazia under 21 |
| Data                                                                            | Città                                                                           | In casa                                                                         | Risultato                                                                       | Ospiti                                                                          | Competizione                                                                    | Reti                                                                            | Note                                                                            |
| ------------------------------------------------------------------------------- | ------------------------------------------------------------------------------- | ------------------------------------------------------------------------------- | ------------------------------------------------------------------------------- | ------------------------------------------------------------------------------- | ------------------------------------------------------------------------------- | ------------------------------------------------------------------------------- | ------------------------------------------------------------------------------- |
| 16-4-2002                                                                       | Karlovac                                                                        | Croazia under 21                                                                | 2 – 0                                                                           | Bosnia ed Erzegovina under 21                                                   | Amichevole                                                                      | -                                                                               | 51’                                                                             |
| 7-5-2002                                                                        | Zaprešić                                                                        | Croazia under 21                                                                | 2 – 0                                                                           | Ungheria under 21                                                               | Amichevole                                                                      | -                                                                               | 51’                                                                             |
| 11-2-2003                                                                       | Sebenico                                                                        | Croazia under 21                                                                | 0 – 0                                                                           | Polonia under 21                                                                | Amichevole                                                                      | -                                                                               | 51’                                                                             |
| 13-2-2003                                                                       | Pola                                                                            | Croazia under 21                                                                | 1 – 0                                                                           | Slovacchia under 21                                                             | Amichevole                                                                      | -                                                                               | 51’                                                                             |
| 28-3-2003                                                                       | Zaprešić                                                                        | Croazia under 21                                                                | 1 – 1                                                                           | Belgio under 21                                                                 | Qual. Europeo Under-21 2004                                                     | -                                                                               | 74’                                                                             |
| 10-6-2003                                                                       | Valga                                                                           | Estonia under 21                                                                | 0 – 0                                                                           | Croazia under 21                                                                | Qual. Europeo Under-21 2004                                                     | -                                                                               |                                                                                 |
| 19-8-2003                                                                       | Londra                                                                          | Inghilterra under 21                                                            | 0 – 3                                                                           | Croazia under 21                                                                | Amichevole                                                                      | -                                                                               |                                                                                 |
| 9-9-2003                                                                        | Malines                                                                         | Belgio under 21                                                                 | 0 – 2                                                                           | Croazia under 21                                                                | Qual. Europeo Under-21 2004                                                     | 1                                                                               | 90+5’                                                                           |
| 16-11-2003                                                                      | Varaždin                                                                        | Croazia under 21                                                                | 2 – 0                                                                           | Scozia under 21                                                                 | Qual. Europeo Under-21 2004                                                     | -                                                                               | 90+5’                                                                           |
| 18-11-2003                                                                      | Edimburgo                                                                       | Scozia under 21                                                                 | 1 – 0                                                                           | Croazia under 21                                                                | Qual. Europeo Under-21 2004                                                     | -                                                                               |                                                                                 |
| 28-4-2004                                                                       | Skopje                                                                          | Macedonia under 21                                                              | 0 – 0                                                                           | Croazia under 21                                                                | Amichevole                                                                      | -                                                                               | 51’                                                                             |
| 27-5-2004                                                                       | Oberhausen                                                                      | Serbia e Montenegro under 21                                                    | 3 – 2                                                                           | Croazia under 21                                                                | Europeo Under-21 2004 - 1º turno                                                | 1                                                                               | 65’                                                                             |
| 29-5-2004                                                                       | Oberhausen                                                                      | Bielorussia under 21                                                            | 1 – 1                                                                           | Croazia under 21                                                                | Europeo Under-21 2004 - 1º turno                                                | -                                                                               |                                                                                 |
| 1-6-2004                                                                        | Bochum                                                                          | Italia under 21                                                                 | 1 – 0                                                                           | Croazia under 21                                                                | Europeo Under-21 2004 - 1º turno                                                | -                                                                               | 87’                                                                             |
| 16-11-2005                                                                      | Velika Gorica                                                                   | Croazia under 21                                                                | 1 – 2                                                                           | Serbia under 21                                                                 | Qual. Europeo Under-21 2006                                                     | -                                                                               | 87’                                                                             |
| Totale                                                                          |                                                                                 | Presenze                                                                        | 15                                                                              |                                                                                 | Reti                                                                            | 2                                                                               |                                                                                 |

| Cronologia completa delle presenze e delle reti in nazionale ― Croazia under 19 | Cronologia completa delle presenze e delle reti in nazionale ― Croazia under 19 | Cronologia completa delle presenze e delle reti in nazionale ― Croazia under 19 | Cronologia completa delle presenze e delle reti in nazionale ― Croazia under 19 | Cronologia completa delle presenze e delle reti in nazionale ― Croazia under 19 | Cronologia completa delle presenze e delle reti in nazionale ― Croazia under 19 | Cronologia completa delle presenze e delle reti in nazionale ― Croazia under 19 | Cronologia completa delle presenze e delle reti in nazionale ― Croazia under 19 |
| Data                                                                            | Città                                                                           | In casa                                                                         | Risultato                                                                       | Ospiti                                                                          | Competizione                                                                    | Reti                                                                            | Note                                                                            |
| ------------------------------------------------------------------------------- | ------------------------------------------------------------------------------- | ------------------------------------------------------------------------------- | ------------------------------------------------------------------------------- | ------------------------------------------------------------------------------- | ------------------------------------------------------------------------------- | ------------------------------------------------------------------------------- | ------------------------------------------------------------------------------- |
| 5-11-2001                                                                       | Midleton                                                                        | Austria under 19                                                                | 0 – 1                                                                           | Croazia under 19                                                                | Qual. Europeo Under-19 2002                                                     | -                                                                               | 78’                                                                             |
| 7-11-2001                                                                       | Buttevant                                                                       | Croazia under 19                                                                | 4 – 1                                                                           | Lettonia under 19                                                               | Qual. Europeo Under-19 2002                                                     | -                                                                               | 70’                                                                             |
| 9-11-2001                                                                       | Cobh                                                                            | Croazia under 19                                                                | 1 – 3                                                                           | Irlanda under 19                                                                | Qual. Europeo Under-19 2002                                                     | -                                                                               |                                                                                 |
| 15-8-2002                                                                       | Zabok                                                                           | Croazia under 19                                                                | 1 – 2                                                                           | Slovacchia under 19                                                             | Amichevole                                                                      | 1                                                                               | cap.                                                                            |
| 5-9-2002                                                                        | Cobh                                                                            | Svezia under 19                                                                 | 0 – 0                                                                           | Croazia under 19                                                                | Qual. Europeo Under-19 2003                                                     | -                                                                               | cap.                                                                            |
| 7-9-2002                                                                        | Cobh                                                                            | Bielorussia under 19                                                            | 1 – 2                                                                           | Croazia under 19                                                                | Qual. Europeo Under-19 2003                                                     | 1                                                                               | cap. 51’                                                                        |
| 9-9-2002                                                                        | Cobh                                                                            | Croazia under 19                                                                | 0 – 1                                                                           | Polonia under 19                                                                | Qual. Europeo Under-19 2003                                                     | -                                                                               | cap.                                                                            |
| Totale                                                                          |                                                                                 | Presenze                                                                        | 7                                                                               |                                                                                 | Reti                                                                            | 2                                                                               |                                                                                 |

## Palmarès

### Club
- Campionato croato: 2

Dinamo Zagabria: 2002-2003
Hajduk Spalato: 2004-2005
- Coppa di Croazia: 2

Dinamo Zagabria: 2000-2001, 2001-2002
- Supercoppa di Croazia: 3

Dinamo Zagabria: 2002, 2003
Hajduk Spalato: 2005
- Coppa d'Inghilterra: 1

Portsmouth: 2007-2008

### Individuale
- Miglior calciatore del campionato croato: 1

2004